# 巩保雄
巩保雄（1978年9月—），陕西延川人，汉族，中国共产党党员。中华人民共和国政治人物、第十三届全国人民代表大会陕西省代表。

## 生平
2018年，巩保雄被选为陕西省出席第十三届全国人民代表大会代表。